# Jim Neidhart
James Henry "Jim" Neidhart (Tampa, 8 de fevereiro de 1955 — Las Vegas, 13 de agosto de 2018) foi um lutador profissional americano de wrestling, melhor conhecido por suas passagens pela World Wrestling Federation sob o nome Jim "The Anvil" Neidhart.

## No wrestling
- Fininhers e signature moves
  - Anvil Flattener
  - Anvilizer
- Com Bret Hart
  - Hart Attack
- Com Owen Hart
  - Rocket Launcher
- Managers
  - Mr. Fuji
  - Jimmy Hart

## Campeonatos e Conquistas
- Championship Wrestling from Florida
  - NWA Florida Southern Heavyweight Championship]] (1 vez)
  - NWA Florida United States Tag Team Championship (1 vez) - com Krusher Khruschev
- Memphis Championship Wrestling
  - MCW Southern Tag Team Championship (1 vez) - com The Blue Meanie
- Mid-Eastern Wrestling Federation
  - MEWF Heavyweight Championship (1 vez)
- Mid-South Wrestling Association
  - UWF World Tag Team Championship|Mid-South Tag Team Championship (1 vez) - com Butch Reed
- Stampede Wrestling
  - Stampede International Tag Team Championship (2 vezes) - com Hercules Ayala (1) e Mr. Hito (1)
  - Stampede Wrestling Hall of Fame[2]
- Universal Wrestling Alliance
  - UWA Heavyweight Championship (1 vez)
- World Wrestling Federation
  - WWF Tag Team Championship (2 vezes) - com Bret Hart
- Pro Wrestling Illustrated
  - PWI o classificou como # 37 melhor lutador de tag team junto de Bret Hart [3]
- Wrestling Observer Newsletter
  - Feud do Ano (1997) com Bret Hart, Owen Hart, Davey Boy Smith, e Brian Pillman vs. Stone Cold Steve Austin